# Pastebin
En pastebin, også kendt som en nopaste, er et webprogram, som lader dets brugere lægge tekststykker, ofte eksempler på kildekode, op så alle kan se den. Pastebins er specielt populære i IRC kanaler, hvor man generelt bliver frarådet at sætte store mængder tekst direkte ind, da det ødelægger overblikket. Der eksisterer en enorm mængde pastebins på internettet, som hver især kan have bestemte ekstra funktioner, som er tilpasset netop den type brugere som den sigter mod at få.